# Cloud Nine (Shanghai)
Le Cloud Nine, aussi appelé Shanghai Summit Shopping City ou Chengfeng City, est un gratte-ciel de 238 mètres pour 58 étages construit en 2006 à Shanghai en Chine.